# Контакты с Америкой до Колумба

Карта Америки показывает места найденных свидетельств существования доколумбовой культуры Кловис.

Контакты с Америкой до Колумба, Доколумбовы плавания в Америку — проблематика контактов между Америкой, с одной стороны, и цивилизациями Старого Света — Европы, Азии, Африки, Океании — с другой стороны, до открытия Америки, совершённого Христофором Колумбом в 1492. В этой области существует огромное количество гипотез, как фантастических (версии о заселении Америки атлантами, жителями Атлантиды, или якобы существовавшего континента Му), так и имеющих то или иное научное правдоподобие. На сегодняшний день общепризнанными доколумбовыми контактами (не считая первичного заселения Америки через Берингию в первобытную эпоху) являются лишь плавания викингов, начавшиеся с путешествия Лейфа Эриксона около 1000 года и продолжавшиеся, возможно, до XIV века.

## Типология гипотез
Следует различать контакт ограниченный, случайный, возможно, в пределах некоторых узких групп даже систематический, но не повлёкший никаких последствий, и контакт полномасштабный, сопровождающийся соприкосновением цивилизаций, как это было при открытии Америки Колумбом и дальнейшем её исследовании и завоевании. Бесспорных доказательств доколумбовых контактов второго типа нет; даже несомненно имевшие место американские походы викингов не привели к знакомству цивилизаций и были скоро забыты даже в Скандинавии. Случайные контакты могли заключаться, в частности, в том, что европейских моряков случайно живыми заносило во время бури в Америку, или наоборот; у таких невольных путешественников обыкновенно не было шансов вернуться на родину, и роль этих инцидентов для истории ничтожна.
Теория, согласно которой культура индейцев была привнесена извне, из Старого Света, называется диффузионизмом; теория, согласно которой цивилизации Америки развивались практически полностью независимо до 1492 года, называется изоляционизмом и имеет больше приверженцев в академической науке.
Гипотезы о доколумбовых контактах опираются на следующие три разряда доказательств:
1. свидетельства хроник о дальних плаваниях («флотоводец X плавал к земле на Западе/Востоке, называемой Y, и привёз много богатств»; «флотоводец X отправил великий флот на Запад/Восток, и о нём ничего не было слышно»)
2. сходства культур (например, пирамиды Египта и Мексики, близость индейского и азиатского искусств);
3. археологические находки, могущие быть свидетельствами контактов (Кенсингтонский рунический камень, чаша Фуэнте Магна, Монолит Покотиа, изображение предположительно анноны или ананаса в Помпеях, якобы греческие скульптуры в Америке, статуэтки с негритянскими чертами в Гватемале, следы культуры кукурузы в Африке).

Доказательства разряда 1) часто отводятся скептиками при помощи иной интерпретации источника (так, древнекитайские хроники говорят скорее всего о Японии или Сахалине, а африканские — о Канарских островах); доказательства разряда 2) скептики объясняют типологическим сходством культур; доказательства разряда 3) — как тенденциозные подделки (в частности, многие считают подложными Кенсингтонский камень, надпись из Бэт-Крик, камень из Лос-Лунаса и др.) либо, где это возможно, относят находки к случайным контактам.

## Подтверждённые контакты

### Американские походы викингов
В X веке первые скандинавские поселенцы прибывают в Гренландию. Первым колонизатором Гренландии исландские саги называют Эйрика Рауди («Рыжего»), изгнанного из Исландии за убийство. Первооткрывателем Гренландии его при этом назвать нельзя — по сообщениям саг, до него берега Гренландии видел издали Гуннбьорн Ульфсон, первым же скандинавом, ступившим на гренландскую землю, считается Снэбьорн Галти, посетивший Гренландию по следам Гуннбьорна, но погибший в результате стычки на корабле; Эйрик и его семья и прислуга стали первыми гренландскими поселенцами: ими было основано первое гренландское селение — Эйстрибюгд. По окончании срока изгнания Эйрик вернулся в Исландию и начал активно пропагандировать идею колонизации Гренландии среди своих соотечественников. Широко распространено мнение, что Эйрик дал новой земле название «Гренландия» (Зелёная земля) именно с целью привлечь потенциальных колонизаторов (так, Сага об Эрике Рыжем сообщает: Он назвал её Гренландией, ибо считал, что людям скорее захочется поехать в страну с хорошим названием).
Хотя сам Эйрик в старости ушёл на покой, его сыновья продолжили отцовское дело. Согласно исландским сагам, сын Эйрика Лейф, вдохновлённый рассказом Бьярни Херьюльфссона о незнакомых берегах, виденных им с корабля, первым предпринял экспедицию к новым землям. Им были открыты три территории: Хеллуланд («Каменная земля», предположительно Баффинова земля), Маркланд («Лесная земля», предположительно — полуостров Лабрадор) и Винланд («Виноградная земля», возможно, побережье Ньюфаундленда). Лейфом и его командой были основаны первые скандинавские поселения на американском материке. Перезимовав в Винланде, экспедиция Лейфа вернулась в Гренландию.

#### Археологические и генетические свидетельства
В 1960-x учёные обнаружили близ ньюфаундлендского рыбацкого посёлка Л’Анс-о-Медоуз остатки древнего селения, ныне отождествляемого с винландским поселением Лейфа Эрикссона.
Генетический контакт между европейцами и жителями Северной Америки произошёл также предположительно благодаря викингам, которые на рубеже первого и второго тысячелетий привезли около 1000 года в Исландию из Америки женщину, чей генотип до сих пор прослеживается в этой стране. Однако, митохондриальная гаплогруппа C1e, обнаруженная у 80 жителей Исландии, не найдена в Америке, где распространены другие субклады (C1b, C1c, C1d).
В 2015 году на полуострове Сьюард в штате Аляска в районе мыса Эспенберг в местечке «Всплывающий кит» (англ. Rising Whale) были обнаружены бронзовые и железные артефакты возрастом 1 тысяча лет, что свидетельствует о контактах жителей Восточной Азии с Америкой (Аляской).

## Другие теории

### Предполагаемые контакты сПолинезией
Хотя археологических доказательств американо-полинезийским контактам нет, многие исследователи считают предположение о подобных контактах заслуживающим доверия. Одним из доказательств в пользу этой теории считается факт выращивания в Полинезии батата (сладкого картофеля) задолго до контактов с европейцами. Родиной батата, как и обычного картофеля, является Америка. Предполагается, что либо полинезийцы привезли батат из Южной Америки, либо американские путешественники завезли его в Полинезию. «Случайное» попадание клубней батата в Полинезию по морю представлялось крайне маловероятным. Само название батата на полинезийских языках (рапануйск. kumara, маори kumāra, гавайск. ʻuala) связывают с кечуанским k’umar ~ k’umara «батат», что также является косвенным свидетельством об американо-полинезийском контакте. Однако, по данным генетиков, батат возник более 800 тыс. л. н., а американский и полинезийский виды батата разошлись ок. 100 тыс. лет назад. Вероятно, семена батата попали в Полинезию по воде или при помощи птиц.

### Гипотеза о финикийских и древнееврейских путешествиях в Америку
Некоторые учёные, а также историки-любители, высказывали предположение о том, что первыми из Старого Света берегов Америки достигли путешественники из Финикии, известной развитым мореходством. В 1889 году в штате Теннесси была обнаружена вырезанная на камне надпись на неизвестном языке, знаки которой напоминали еврейское письмо. Спустя почти сто лет, в 1970-x гг. известный лингвист-семитолог Сайрус Гордон объявил, что надпись, по его мнению, является древнееврейской и свидетельствует о доколумбовых контактах древних семитов с Америкой. Археолог Джон Филип Коэн (не имеющий языковедческого образования) пошёл ещё дальше, заявив, что многие американские топонимы имеют семитское происхождение. Большинство учёных, однако, считают этот артефакт подделкой: так, археологи Роберт Мэйнфорд и Мэри Куос показали, что надпись из Бэт-Крик скопирована с иллюстрации из масонской книги конца 1870-x годов, изображавшей, в соответствии с представлениями художника, «древнеиудейскую» надпись.
Весьма малоправдоподобная история доколумбовых контактов с Америкой древних евреев включена в священные книги Церкви мормонов.

### Средневековые европейцы
Существуют легенды, разной степени сомнительности, что в Америку плавали Генри Синклер, и плававший западнее Азорских островов Ж. В. Кортириал. Есть карта Джованни Пиццигано, вероятно основанная на каких-то доколумбовых источниках, с изображением островов в Атлантике, открытых только через несколько лет после создания карты, и участка суши западнее их — Антилии. Также есть карта Зено, считаемая мистификацией.
Ирландская легенда гласит, что святой Брендан пересёк Атлантический океан в поисках Острова блаженных. Другое предание, из Уэльса, гласит, что первооткрывателем Америки стал валлийский принц Мадог ап Оуайн Гвинед, побывавший там в 1170 году. История Мадога стала популяризироваться только в XVI веке с целью доказать британские права на Америку; ряд исследователей сомневаются даже в реальном существовании этого правителя. Эти легенды часто берутся на вооружение энтузиастами от фолк-хистори.

### Рим
Спорные теории приписывают экспедиции в Америку и/или контакты с американцами древним римлянам. С ними связывают происхождение т. н. «неуместного артефакта» — керамической головы из Калицтлауака, напоминающей римскую скульптуру и отличной от местных образцов изобразительного искусства. Хотя многие учёные считают её подделкой, имеются исследования, предполагающие, что она действительно может иметь римское происхождение. Кроме того, в 1960-х годах появились публикации, сообщавшие, что на римских фресках были обнаружены изображения растений из Нового Света, но эти утверждения были опровергнуты историками и ботаниками.

### Египет
Активным сторонником гипотезы о египетско-американских контактах был известный путешественник и антрополог-любитель Тур Хейердал. Ради подтверждения этой гипотезы он самостоятельно совершил трансатлантическое морское путешествие из Марокко в Барбадос на папирусной лодке, построенной по египетским образцам. Не будучи профессиональным историком, Хейердал выдвинул предположение о связи между культурами Египта и древней Мезоамерики: в качестве доказательства он приводил сходство мезоамериканской иероглифики с древнеегиптской и существовавшую в обоих культурах традицию возведения пирамид. В действительности имеет место только внешнее сходство: так, египетские и мезоамериканские пирамиды сильно различаются и по предназначению, и датировками строительства, и использованными при постройке технологиями.
Немецкий токсиколог Светлана Балабанова сообщила об обнаружении в тканях египетских мумий следов коки и табака, растений, происходящих из Нового Света. Попытки провести подобный тест, предпринятые другими исследователями, не дали таких результатов.

### Африка
На основании кажущейся близости ольмекских каменных голов к негроидному антропологическому типу отдельные исследователи несколько раз выдвигали предположение, что они изображают африканцев или даже что сами ольмеки были негроидами и происходили из Африки. Подтверждение этой теории ищут в истории империи Мали: утверждается, что исчезнувшая экспедиция, организованная Абубакаром II с целью поиска земель на западе, успешно достигла Америки и сам Абубакар, пропавший без вести в морском путешествии по следам пропавшей экспедиции, якобы в конце концов прибыл в Новый Свет. Подобной точки зрения придерживается Иван ван Сертима из Ратгерского университета. Большинство историков, однако, эту теорию отрицает. Кроме того, исследователи не обнаружили ни одного убедительного доказательства генетического контакта между африканцами и ольмеками. «Негроидный» вид ольмекских изваяний, скорей всего, является результатом стилизации.

### Китай
Ольмекские каменные головы использовались в качестве «доказательства» и сторонниками теории о китайских контактах с древней Мезоамерикой. Уже упоминавшаяся Бетти Меггерс заявляла, будто ольмекская цивилизация была основана китайцами династии Шан.
Британский военный Гевин Мензис стал автором нескольких псевдоисторических книг, утверждающих, что Чжэн Хэ достиг и Америки в 1421 году. Его утверждения были многократно опровергнуты профессиональными историками.
Была версия, связывающая с Америкой мифическую землю Фусан, описанную в III веке и располагавшуюся в океане восточнее Китая. Но вероятнее под этим названием понималась Япония, и в описании упомянуто разведение лошадей, чего индейцы той эпохи не знали.
Специалист по изучению китайской письменности Джон Рускамп считает, что китайские мореплаватели добрались до Америки приблизительно в 1300 году до нашей эры. Об этом свидетельствуют петроглифы в различных частях Америки, похожие на древние китайские иероглифы. Однако никаких достоверных данных о мореплавании в эпоху Шан нет.

### Япония
Археолог Эмилио Эстрада писал, что керамика культуры Вальдивия в прибрежной части Эквадора, датируемая 3000-1500 годами. до н. э., имеет сходство с японской керамикой периода Дзёмон, и утверждал, что контакт между двумя культурами может объяснить это сходство. Хронологические и другие проблемы заставили большинство археологов отвергнуть эту идею как неправдоподобную. Было выдвинуто предположение, что сходство (которое не является полным) просто объясняется ограниченным количеством рисунков, возможных для нанесения на глину.
Антрополог из Аляски Нэнси Йоу Дэвис утверждает, что индейцы зуни из Нью-Мексико демонстрируют лингвистическое и культурное сходство с японцами. Язык зуни является лингвистическим изолятом, и Дэвис утверждает, зуни отличаются от окружающих индейцев как культурно и религиозно, так и по группе крови и наличию эндемических заболеваний. Дэвис считает, что авантюристы из числа буддистcких монахов или японского простонародья могли пересечь Тихий океан в XIII веке, попасть на американский Юго-Запад и повлиять на общество зуни.
В 1890-х годах адвокат и политик Джеймс Викершем заявил, что японские моряки могли попадать в Америку ещё до открытий Колумба, так как известно, что с начала XVII века до середины XIX века несколько десятков японских кораблей пришли в Северную Америку по мощному течению Куросио. Японские корабли оказывались в местах между Алеутскими островами на севере и Мексикой на юге, всего за несколько веков в Америку попало не менее 293 японцев. В большинстве случаев японские моряки постепенно добирались домой на торговых судах. В 1834 году у мыса Флэттери на северо-западе Тихого океана потерпело крушение лишенное руля японское судно. Трое выживших с корабля некоторое время находились в рабстве у макахов, а затем были спасены сотрудниками Компании Гудзонова залива. Они так и не смогли вернуться на родину из-за изоляционистской политики Японии в то время. Другой японский корабль был прибит к берегу около 1850 года недалеко от устья реки Колумбия, пишет Уикершем, и моряки были приняты местными индейцами. Признавая отсутствие точных доказательств доколумбовых контактов между японцами и североамериканцами, Уикершем считает неправдоподобным то предположение, что такие контакты, как описано выше, могли начаться только после того, как европейцы прибыли в Северную Америку и начали их документировать.